# Liste d'affaires criminelles françaises jusqu'en 1900
Pour l’article homonyme, voir Liste d'affaires criminelles françaises.
Cette page présente de manière non exhaustive des affaires criminelles françaises notoires dont le déroulement s'est significativement réalisé avant 1900.

## Liste partielle

### Jusqu'en 1800
| Année         | Département(s)                              | Affaire                                   | Résumé | Commentaire | Culp. |
| ------------- | ------------------------------------------- | ----------------------------------------- | --- | --- | ----- |
| 466           | Haute-Garonne                               | Affaire Théodoric II                      | Assassinat de Théodoric II, roi des Wisigoths en 466 à Toulouse par son frère Euric. | | CR    |
| 575           | Pas-de-Calais                               | Affaire Sigebert Ier                      | Assassinat de Sigebert Ier, roi mérovingien en décembre 575 à Vitry-en-Artois par deux émissaires de Frédégonde, reine de Neustrie. | | CR    |
| 584           | Seine-et-Marne                              | Affaire Chilpéric Ier                     | Assassinat de Chilpéric Ier, roi de Neustrie en septembre 584 à Chelles par un de ses serviteurs un homme nommé Falco. | | CR    |
| 596           |                                             | Affaire Childebert II                     | Double assassinat de Childebert II, roi de Neustrie et de son épouse Faileube en mars 596. | |       |
| 675           | Seine-Maritime                              | Affaire Childéric II                      | Assassinat de Childéric I, roi de Neustrie et de son épouse Bilichilde en 675 dans la forêt de Brotonne, probablement victimes d'un terrible complot. | |       |
| 679           | Meuse                                       | Affaire Dagobert II                       | Assassinat possible de Dagobert II, roi d'Austrasie en forêt de Woëvre en 679. | |       |
| 684           |                                             | Affaire Ébroïn                            | Assassinat d'Ébroïn, maire du palais de Neustrie en 684 par Ermenfroi, un noble qu'il avait dépouillé de ses biens. | La cruauté et l'autoritarisme d'Ébroïn étaient tels qu'il suscita des ressentiments. | CR    |
| 741 ?         |                                             | Affaire Théodebald                        | Assassinat de Théodebald, maire des palais de Neustrie et de Bourgogne probablement par les deux fils de Charles Martel, Pépin et Carloman. | |       |
| 768           |                                             | Affaire Waïfre                            | Assassinat de Waïfre, duc d'Aquitaine et de Vasconie sur ordre de Pépin le 2 juin 768. | | CR    |
| 1199          | Haute-Vienne                                | Affaire Adhémar V                         | Meurtre d'Adémar V de Limoges, vicomte de Limoges probablement par Philippe de Cognac, fils illégitime supposé de Richard Cœur de Lion en 1199. | |       |
| 1200          | Gironde                                     | Affaire Mercadier                         | Meurtre de Mercadier, chef de routiers, par un homme de main de Brandin, un capitaine mercenaire rival, également au service de Jean sans Terre, roi d'Angleterre le 10 avril 1200. | | CR    |
| 1316          |                                             | Affaire de l'évêque de Metz               | Mort empoisonné possible de Renaud de Bar, prélat, le 4 mai 1316. | |       |
| 1354          | Orne                                        | Affaire De la Cerda                       | Assassinat de Charles de la Cerda, connétable de France à l'auberge de la « Truie-qui-File » à L'Aigle le 8 janvier 1354 par un des hommes de main du roi de Navarre, Jean de Soult. | | CR    |
| 1358          | Paris                                       | Affaire Jean Baillet                      | Assassinat de Jean Ier Baillet, trésorier du futur roi Charles V le 14 janvier 1358. | | CR    |
| 1358          | Paris                                       | Affaire Marcel                            | Meurtre d'Étienne Marcel, prévôt des marchands de Paris par les bourgeois parisiens qui considèrent qu’il est allé trop loin dans son opposition et qu’il a voulu livrer la ville aux Anglais le 31 juillet 1358. | |       |
| 1364          | Nord                                        | Affaire Siger II d'Enghien                | Exécution de Siger II d'Enghien, connétable de France, au Quesnoy le 21 mars 1364 sur ordre d'Albert de Bavière, souverain féodal des comtés de Hollande, Hainaut, de Zélande dans les Pays-Bas. | | CR    |
| 1388          | Marne                                       | Affaire Aycelin de Montaigut              | Mort par empoisonnement possible de Pierre Aycelin de Montaigut, cardinal de Laon à Reims le 8 novembre 1388. | |       |
| 1407          | Paris                                       | Affaire Louis Ier d'Orléans               | Assassinat de Louis Ier d'Orléans, chef du parti armagnac sur ordre de son cousin Jean sans Peur, duc de Bourgogne le 23 novembre 1407. | Jean sans Peur à son tour est assassiné par Tanguy du Châtel et Jean Louvet. | CR    |
| 1410-1414     | Paris                                       | Affaire Cabard et Miquelon                | Série de meurtres – cent quarante-trois, dit-on – attribués à Barnabé Cabard et Pierre Miquelon, et qui auraient été perpétrés rue du Mont-Saint-Hilaire, | L'affaire, possédant sans doute un fond de vérité[réf. nécessaire], a donné naissance à la légende, persistante à Paris jusqu'au XIXe siècle, d'un barbier tuant ses victimes avec son rasoir avant d'entreposer les corps dans une cave qu'il partage avec son voisin, pâtissier, réputé pour ses succulents pâtés, qu'il confectionne en fait à partir de la chair des malheureuses victimes.                                          |       |
| 1418          | Paris                                       | Affaire D'Armagnac                        | Bernard d'Armagnac, comte d'Armagnac, comte de Charolais, connétable de France, chef du parti armagnac est tué le 12 juin 1418, lors des massacres organisés par les gens du duc de Bourgogne, et dirigés par le bourreau Capeluche | |       |
| 1419          | Seine-et-Marne                              | Affaire Jean sans Peur                    | Assassinat de Jean sans Peur, duc de Bourgogne, par Tanguy du Châtel et Jean Louvet, le 10 septembre 1419 sur le pont de Montereau. | | CR    |
| 1429 ?        |                                             | Affaire De Bourbon-Préaux                 | Assassinat de Jacques II de Bourbon-Preaux, religieux. | |       |
| 1429-1430     |                                             | Affaire D'Arc                             | Hérésie. Jeanne est condamnée au bûcher. | Jeanne, réhabilitée, est devenue une héroïne de l'histoire de France, et une sainte de l'Église catholique. | IR    |
| 1436-1440     | Loire-Atlantique                            | Affaire Gilles de Rais                    | Hérésie, sodomie et meurtres de « cent quarante enfants, ou plus » imputés à Gilles de Rais, compagnon d'armes de Jeanne d'Arc. | Gilles de Rais deviendra au fil des siècles un personnage légendaire, symbolisant le Mal, l'ogre des contes. |       |
| 1455          | Paris                                       | Affaire François Villon                   | Mort d'un prêtre, Philippe Sermoise, tué au cours d'une rixe par le poète François Villon, le 5 juin 1455. | Villon, de par sa vie chaotique, est l'archétype du poète maudit. | CR    |
| 1473          | Meurthe-et-Moselle                          | Affaire Nicolas de Lorraine               | Louis XI est suspecté d'avoir empoisonné Nicolas de Lorraine, duc de Lorraine le 27 juillet 1473. | |       |
| 1556          | Aisne                                       | Affaire De La Marck                       | Robert IV de La Marck, maréchal de France est mort empoisonné sur ordre de l'empereur Charles Quint. | | CR    |
| 1563          | Loiret                                      | Affaire De Guise                          | François de Guise, duc de Lorraine et leader catholique, est assassiné d'un coup de pistolet tiré par un gentilhomme protestant, Jean de Poltrot de Méré. | De Poltrot de Méré est écartelé. | CR    |
| 1567          | Paris                                       | Affaire De Montmorency                    | Anne de Montmorency, connétable de France, leader catholique, est mortellement blessé d'un coup de pistolet dans le dos par un certain Robert Stuart. | |       |
| 1569          | Charente                                    | Affaire Louis Ier de Bourbon-Condé        | Mort assassiné de Louis Ier de Bourbon-Condé, prince de Condé et leader protestant, après la bataille de Jarnac | | CR    |
| 1572          | Paris                                       | Affaire Coligny                           | Assassinat de l'amiral de Coligny le 24 août 1572. | L'affaire est le prélude au Massacre de la Saint-Barthélemy. | CR    |
| 1572          | Paris                                       | Affaire De La Ramée                       | Assassinat de Pierre de La Ramée humaniste, philosophe, grammairien et logicien protestant le 26 août 1572. | |       |
| 1573          | Charente-Maritime ?                         | Affaire François III Bouchard d'Aubeterre | Assassinat de François III Bouchard d'Aubeterre dans son lit, chef des armées protestantes de la Saintonge, ville actuelle de Saintes un an après le massacre de la Saint-Barthélemy. | |       |
| 1579          | Maine-et-Loire                              | Affaire De Bussy d'Amboise                | Louis de Bussy d'Amboise, favori de François, duc d'Anjou est assassiné au château de La Coutancière par les hommes du comte de Montsoreau le 19 août 1579. | | CR    |
| 1586          | Paris                                       | Affaire Du Monin                          | Mort dans des circonstances mystérieuses de Jean-Édouard Du Monin, poète en 1586 à Gy. | |       |
| 1588          | Loir-et-Cher                                | Affaire du Duc de Guise                   | Assassinat, sur ordre du roi Henri III, du duc de Guise, le 23 décembre 1588 à Blois. | L'affaire inspirera, plus de trois siècles plus tard, un classique (1908) du cinéma muet. | CR    |
| 1589          | Hauts-de-Seine                              | Affaire Jacques Clément                   | Assassinat du roi Henri III le 1er août 1589 à Saint-Cloud. Le roi meurt le lendemain. Le coupable est écartelé. | | CR    |
| 1592          | Puy-de-Dôme                                 | Affaire Babou de la Bourdaisière          | Meurtre de Françoise Babou de la Bourdaisière, noble, le 9 juin 1592 à Issoire, dans une émeute pendant la guerre de la Ligue. | Son amant Yves IV d'Alègre a subi le même sort. |       |
| 1594          | Paris                                       | Affaire Jean Châtel                       | Tentative de régicide sur la personne d'Henri IV, le 27 décembre 1594. Châtel est écartelé. | L'attentat est cause de l'expulsion des jésuites hors de France. | CR    |
| 1598          | Bourgogne-Franche-Comté (région)            | Affaire Françoise Secrétain               | Sorcellerie. | |       |
| 1603 ca.      | Paris, Manche, Ille-et-Vilaine              | Affaire Ravalet                           | Adultère et inceste. Les coupables sont décapités. | |       |
| 1605 ca.-1611 | Bouches-du-Rhône                            | Affaire Gaufridi                          | Sorcellerie. Louis Gaufridi, curé des Accoules, reconnu coupable d'avoir séduit, en utilisant la sorcellerie et la magie, Madeleine Demandolx de La Palud, est brulé vif le 30 avril 1611 à Aix-en-Provence. | |       |
| 1610          | Paris                                       | Affaire Ravaillac                         | Assassinat du roi Henri IV le 14 mai 1610. Ravaillac est écartelé. | | CR    |
| 1624 ?        | Paris                                       | Affaire D'Audiguier                       | Meurtre de Vital d'Audiguier, poète et écrivain. | |       |
| 1624          | Paris                                       | Affaire De Molière d'Essertines           | Meurtre de François de Molière d'Essertines, écrivain libertin, en mars 1624, des suites d'un duel. | Son assassin est probablement un homme qu'il considérait comme son ami. |       |
| 1627          | Vaucluse                                    | Affaire De Malherbe                       | Raymond Audebert, bourgeois d’Aix est tué en juin 1624 par Marc-Antoine de Malherbe lors d'un duel. | Condamné à avoir la tête tranchée, il obtient néanmoins des lettres de grâce. Malherbe est tué en duel en 1627. | CR    |
| 1632          | Vienne                                      | Affaire des Démons de Loudun              | Ensorcellement du couvent des Ursulines de Loudun par le prêtre Urbain Grandier, qui sera condamné au bûcher. | |       |
| 1646 ca.      | Doubs                                       | Affaire Adrienne d'Heur                   | Sorcellerie. | |       |
| 1665          | Paris                                       | Affaire Tardieu                           | Meurtre du lieutenant général de police, criminel, Jacques Tardieu et de son épouse, le 24 août 1665 rue de Harlay, | |       |
| 1667          | Hérault                                     | Affaire de la Marquise de Ganges          | Assassinat de Diane de Joannis de Chateaublanc, marquise de Ganges, laquelle meurt le 5 juin 1667 à Ganges. | L'affaire inspire notamment une œuvre (1813) du marquis de Sade et un récit d'Alexandre Dumas (ca. 1840). | CR    |
| 1679-1682     | Paris                                       | Affaire des Poisons                       | Série d'empoisonnements sous le règne de Louis XIV. La marquise de Brinvilliers est décapitée puis brûlée et La Voisin est condamnée au bûcher. | L'affaire a, jusqu'à nos jours, inspiré ou fait partie de l'intrigue de plusieurs œuvres de fiction. |       |
| 1689          | Paris                                       | Affaire Le Brun                           | Meurtre de la dame Mazel le 27 novembre 1689 rue des Maçons. Le Brun, le fidèle domestique, est accusé à tort, et meurt avant que le véritable coupable ne soit découvert et n'avoue. | |       |
| 1699          | Paris                                       | Affaire Tiquet                            | Tentative d'assassinat sur la personne de son mari par Angélique-Nicole Carlier, femme Tiquet, le 8 avril 1699. Une première tentative, trois ans plus tôt, est mise au jour. Malgré les suppliques du mari auprès du roi, madame Tiquet est condamnée à avoir la tête tranchée en place de Grève, l'un de ses hommes de main à la pendaison et l'autre aux galères perpétuelles. | |       |
| 1720 ca.-1726 |                                             | Affaire Deschauffours                     | Établissement d'un « réseau pédophile » et meurtre supposé. Deschauffours, condamné pour « sodomie », est condamné au bûcher. | |       |
| 1730          | Var                                         | Affaire Girard-Cadière                    | Sorcellerie. | Le procès suscite de nombreux commentaires parmi les auteurs de l'époque et les historiens. |       |
| 1755          | Paris                                       | Affaire Lescombat                         | Assassinat | L'exécution sur la place de Grève est suivie par une foule immense. |       |
| 1756 ca.-1758 | Saint-Domingue                              | Affaire Mackandal                         | Série d'empoisonnements. François Mackandal, un esclave marron, est condamné au bûcher. | Mackandal, personnage entouré de légendes, deviendra par la suite un symbole la résistance au système esclavagiste. |       |
| 1757          | Yvelines                                    | Affaire Damiens                           | Tentative de régicide sur la personne de Louis XV, le 5 janvier 1757 au château de Versailles. | Damiens est la dernière personne à subir le supplice de l'écartèlement (réservé aux régicides), sous l'Ancien Régime. | CR    |
| 1761          | Haute-Garonne                               | Affaire Calas                             | Suicide de Marc-Antoine Calas le 13 octobre 1761 à Toulouse. Son père, Jean Calas, maquille la scène en meurtre pour éviter que le corps de son fils ne soit « traîné sur la claie ». | L'affaire a pour fond le conflit religieux entre protestants et catholiques, et est restée célèbre notamment par l'intervention de Voltaire. | IR    |
| 1762          | Somme                                       | Affaire Leroi de Valines                  | Empoisonnement à l'arsenic de plusieurs personnes, dont son père et sa mère qui en meurent, par Charles-François-Joseph Leroi, écuyer, alors âgé de seize ans, de juin à septembre 1762 à Valines. Le jeune homme est condamné au bûcher. | | CR    |
| 1777          | Paris                                       | Affaire Desrues                           | Empoisonnement (avec du poison mélangé à du chocolat) d'une mère et son fils en janvier et février 1777. Desrues est condamné à la roue en place de Grève, son corps est brûlé et ses cendres dispersées. | | CR    |
| 1779 ca.-1782 | Ariège                                      | Affaire Ferrage                           | Série de viols dans la région de Cescau. Blaise Ferrage, surnommé l'« ogre de Gargas », qui se serait livré à des actes de cannibalisme, est condamné à la roue et à ce que son corps soit exposé aux fourches patibulaires, | L'affaire a donné lieu à des légendes locales. |       |
| 1785-1792     | Eure-et-Loir, Loiret, Loir-et-Cher, Essonne | Les Chauffeurs d'Orgères                  | Série de brigandages et de meurtres commis principalement dans la région de la Beauce par une bande organisée de « chauffeurs ». | Les « chauffeurs de pâturons » sont des bandes de criminels qui s'introduisaient de nuit chez les gens et leur brûlaient les pieds sur les braises de la cheminée pour leur faire avouer l'endroit où ils cachaient leurs économies. On trouve des exemples de cette pratique assez répandue durant l'Ancien Régime jusqu'au XXe siècle.                                                                                                 | CR    |
| 1789          | Oise                                        | Affaire Billon                            | Attentat coûtant la vie à au moins une vingtaine de personnes, perpétré par l'horloger Louis Michel Rieul Billon, mécontent d'avoir été exclu d'une compagnie d'arquebusiers, le 13 décembre 1789 à Senlis. Billon meurt, avec plusieurs soldats, dans l'explosion de sa maison,                                                                                                  | |       |
| 1791          | Paris                                       | Affaire Pelletier                         | Vol avec violence – la victime reçoit plusieurs coups de couteau – sur la voie publique, le 14 octobre 1791. | Pelletier est, après l'adoption du Code pénal de 1791, le premier condamné à mort exécuté au moyen de la guillotine. La foule, habituée à des exécutions capitales pouvant durer parfois des heures, est déçue de la rapidité et de l'efficacité de l'exécution de Pelletier grâce à la toute nouvelle machine, et hue le bourreau Sanson.                                                                                               | CR    |
| 1793          | Paris                                       | Affaire Charlotte Corday                  | Assassinat de Marat, député montagnard à la Convention, le 13 juillet 1793. | L'affaire inspire notamment un tableau de Louis David, peint en 1793, c'est-à-dire l'année-même du crime. | CC    |
| 1795-1796     | Nord                                        | Affaire Moneuse                           | Série de brigandages et de meurtres commis par des « chauffeurs » dans le Nord et l'actuelle province belge du Hainaut. | | CD    |
| 1796          | Seine-et-Marne                              | Affaire du Courrier de Lyon               | Attaque de la malle-poste allant de Paris à Lyon, dans la nuit du 27 au 28 avril 1796 près de Vert-Saint-Denis, au cours de laquelle deux postillons sont tués. Trois hommes sont condamnés à mort et guillotinés. | L'affaire, survenue à l'époque du Directoire, débouche, avec l'exécution de Joseph Lesurques, sur ce qui semble être une erreur judiciaire, et devient un symbole d'une justice expéditive et approximative. Elle est à l'origine d'un arrêté de décembre 1868 concernant le bénéfice du doute et la réhabilitation des condamnés reconnus innocents après leur mort. Plusieurs œuvres s'en sont inspirées, dont un film, sorti en 1937. |       |
| 1800          | Finistère                                   | Affaire Yves Marie Audrein                | Assassinat de Yves Marie Audrein, évêque de Quimper et conventionnel régicide le 19 novembre 1800 par Michel-Armand de Cornouaille. | la raison de son assassinat est due au fait qu'il a voté la mort de Louis XVI. | CR    |
| 1800          | Paris                                       | Attentat de la rue Saint-Nicaise          | Cet attentat est dû à une conjuration royaliste, dans la nuit du 24 décembre 1800, visant à assassiner Napoléon Bonaparte, Premier consul de France depuis le coup d'État du 18 Brumaire à Paris. Au total 22 morts, 28 personnes grièvement blessées, 8 tuées sur le coup et une centaine de blessés, 46 maisons de la rue Saint-Nicaise sont détruites ou rendues inhabitables. | « Conspiration de la machine infernale » | CC    |

### XIXesiècle
| Année     | Département(s)                                                                       | Affaire                                 | Résumé | Commentaire | Culp. |
| --------- | ------------------------------------------------------------------------------------ | --------------------------------------- | --- | --- | ----- |
| 1804      | Vosges                                                                               | Affaire des Cardinaux de Vittel         | Suspicion de meurtres, à la suite de la découverte d'ossements le 10 mars 1804 à Vittel. Cinq membres d'une famille sont reconnus coupables et sont exécutés. | Selon des avis d'experts contemporains, les ossements retrouvés auraient été, en fait, très anciens et auraient daté de l'époque mérovingienne. | IR    |
| 1804      | Paris                                                                                | Affaire D'Enghien                       | Enlèvement et exécution, sur ordre de Napoléon Bonaparte futur empereur, du duc d'Enghien, cousin de Louis XVI, dans la nuit du 21 mars 1804. | | CR    |
| 1805-1830 | Ardèche                                                                              | L'Auberge rouge                         | Série d'assassinats qui auraient été commis sur des voyageurs par les époux Pierre et Marie Martin, propriétaires d'une auberge à Peyrebeille, commune de Lanarce. | L'affaire inspire un film en 1951 et un autre en 2007. | CD    |
| 1814-1820 | Rhône                                                                                | Affaire Lelièvre                        | Usurpation d'identité, empoisonnement supposé de ses épouses successives, et enlèvement d'enfant. Pierre Étienne Gabriel Lelièvre, dit Chevallier, est condamné à l'échafaud,. | |       |
| 1814      | Paris                                                                                | Affaire Dautun                          | Meurtre de Jeanne-Marie Dautun le 16 juillet 1814 rue de la Grange-Batelière no 7 et, en novembre de la même année, d'Auguste Dautun, dont le corps est dépecé et dont les morceaux sont retrouvés dispersés dans Paris. Charles Dautun, neveu de la première et frère de la seconde victime, est reconnu coupable et exécuté en place de Grève le 29 mars 1815,. | | CD    |
| 1815      | Vaucluse                                                                             | Affaire Guillaume Brune                 | Assassinat du maréchal Guillaume Brune. | |       |
| 1815      | Lot                                                                                  | Affaire Ney                             | Arrestation du maréchal Ney au château de Bessonies, escorté à Paris, traduit en justice pour haute trahison parce qu'il avait rejoint Napoléon durant les Cent-Jours. | Il est fusillé le 7 décembre 1815. | CC    |
| 1817      | Eure                                                                                 | Affaire Wilfrid Regnault                | Assassinat d'une veuve dans une maison bourgeoise d'Amfreville-la-Campagne, un village de Normandie,. | L'affaire défraye la chronique judiciaire de la France de la Restauration car au-delà des faits il existait des considérations politiques, puisque la personne accusée du crime (un dénommé Wilfrid Regnault) était un républicain ayant participé aux massacres de septembre sous la Révolution. | CD    |
| 1817      | Aveyron                                                                              | Affaire Fualdès                         | Assassinat sauvage d'Antoine Bernardin Fualdès, ancien procureur impérial du département de l'Aveyron, le 19 mars 1817 à Rodez. | L'affaire défraye la chronique judiciaire de la France de la Restauration. S'y mêlaient des considérations politiques, puisque la victime était accusée d'être bonapartiste, que ses agresseurs étaient dans la mouvance royaliste et que le premier procès les condamnant à mort fut cassé à la fin de l'année 1817. Victor Hugo en parle dans Les Misérables et Balzac y fait également allusion. L'affaire a donné lieu à une complainte, célèbre en son temps, et dont l'air sera réutilisé dans des chansons du même genre, illustrant de nombreuses autres affaires criminelles. | CD    |
| 1820      | Paris                                                                                | Affaire Louvel                          | Assassinat du duc de Berry, dans la nuit du 13 au 14 février 1820. | | CC    |
| 1820      | Paris                                                                                | Affaire Denis Decrès                    | Denis Decrès, ancien ministre de la Marine de Napoléon Ier, meurt des suites d'un incendie allumé par un domestique ayant voulu le tuer pour le voler. | |       |
| 1822      | Isère                                                                                | Affaire Mingrat                         | Viol et assassinat de Marie Gérin épouse Charnalet par le curé Antoine Mingrat, la nuit du 8 au 9 mai 1822 dans le presbytère de Saint-Quentin. Condamné à mort par contumace, Mingrat trouve refuge en Sardaigne. | |       |
| 1823      | Hauts-de-Seine                                                                       | Affaire Castaing                        | Assassinat crapuleux, par empoisonnement, d'Auguste Ballet, le 1er juin 1823 à Saint-Cloud. | | CD    |
| 1824      | Essonne                                                                              | Affaire Léger                           | Meurtre d'une fillette de douze ans, Aimée-Constance Debully, accompagné d'acte d'anthropophagie, commis par Antoine Léger, le « loup-garou de la grotte Charbonnière », le 10 août 1824 à Itteville (ancien département de Seine-et-Oise). | | CC    |
| 1824      | Paris                                                                                | Affaire Papavoine                       | Meurtre, sous les yeux de leur mère, de Charles et Auguste Gerbod – ou Gerbault –, âgés respectivement de six et cinq ans, le 10 octobre 1824 dans le bois de Vincennes. Louis-Auguste Papavoine, reconnu coupable du crime, est condamné à l'échafaud,. | |       |
| 1825      | Indre-et-Loire                                                                       | Affaire Courier                         | Assassinat du pamphlétaire Paul-Louis Courier, le 10 avril 1825 près de Véretz. | L'affaire inspire un film, sorti en 1949. | CC    |
| 1825      | Paris                                                                                | Affaire Cornier                         | Meurtre par une domestique d'une fillette de dix-neuf mois, le 4 novembre 1825 rue de la Pépinière. Déclarée coupable d'homicide volontaire commis sans préméditation, Henriette Cornier est condamnée aux travaux forcés à perpétuité et à la flétrissure, | |       |
| 1827      | Paris                                                                                | Affaire de l'Abbé Contrafatto           | Abus sexuels sur une fillette de 5 ans, Hortense Le Bon, le 29 juillet 1827 rue Coquenard no 9. Dom Giuseppe (Joseph) Contrafatto, un Sicilien, est condamné aux travaux forcés à perpétuité et à la flétrissure. | |       |
| 1827      | Paris                                                                                | Affaire Ulbach                          | Assassinat d'Aimée Millot, bergère d'Ivry, par Honoré Ulbach, le 25 mai 1827. | L'affaire a notamment inspiré Victor Hugo. | CC    |
| 1829-1831 | Ardennes, Yvelines                                                                   | Affaire Benoît                          | Assassinat de sa mère le 9 novembre 1829 à Vouziers puis, le 22 juillet 1831 à Versailles, de son compagnon (à lui), auquel il se serait confié du meurtre et qui l'aurait fait chanter, par Théodore Frédéric Benoît, un jeune homme de dix-neuf ans, | Condamné pour parricide, Benoît évite d'avoir le poignet coupé – peine qui vient d'être abolie pour ce type de crime –, et est conduit à l'échafaud les pieds nus et en chemise, et la tête couverte d'un voile noir. L'affaire inspire en 1995 la pièce Hyènes de Christian Siméon. | CD    |
| 1829-1835 | Yvelines, Seine                                                                      | Affaire Lacenaire                       | Série de vols et meurtres. | Le personnage de Lacenaire, poète-assassin, est évoqué, notamment, dans le film de Marcel Carné Les Enfants du paradis (1945), et sa vie en inspire un autre, sorti en 1990. | CC    |
| 1832 ?    |                                                                                      | Affaire Claude Gueux                    | | L'affaire inspire une nouvelle à Victor Hugo. | CD    |
| 1832      | Paris                                                                                | Affaire Galois                          | Mort tragique de Évariste Galois, 20 ans, mathématicien renommé, à la suite d'un duel. | L'identité de son adversaire reste inconnue. |       |
| 1833-1851 | Morbihan                                                                             | Affaire Jégado                          | Série d'assassinats par empoisonnement commis en Bretagne. | | CC    |
| 1835      | Calvados                                                                             | Affaire Pierre Rivière                  | Meurtre par un jeune paysan normand de sa mère, sa sœur et son frère, à coups de serpe, le 3 juin 1835. | L'affaire donne lieu à une des premières tentatives d'explication clinique scientifique d'un crime. Un mémoire écrit par Rivière fait l'objet, en 1973, d'un séminaire dirigé par Michel Foucault, qui donne lieu à un ouvrage collectif. Le récit est adapté au cinéma en 1976 sous le titre Moi, Pierre Rivière, ayant égorgé ma mère, ma sœur et mon frère... | CC    |
| 1835      | Paris                                                                                | Affaire Fieschi                         | Attentat dirigé contre Louis-Philippe et la famille royale, coûtant la vie à dix-huit personnes, le 28 juillet 1835, boulevard du Temple. | | CD    |
| 1836      | Paris                                                                                | Affaire Alibaud                         | Tentative d'assassinat du roi Louis-Philippe, le 25 juin 1836 aux Tuileries. | | CC    |
| 1838      | Paris                                                                                | Affaire Soufflard et Lesage             | Meurtre de Mme Renault, le 5 juin 1838 rue du Temple no 31. | |       |
| 1838      | Ain                                                                                  | Affaire Peytel                          | Assassinat supposé de l'épouse d'un critique littéraire et de son domestique, le 1er novembre 1838 à Belley. | Peytel, malgré le soutien, d'Honoré de Balzac et Alphonse de Lamartine entre autres, est conduit à l'échafaud. | CD    |
| 1840      | Corrèze                                                                              | Affaire Lafarge                         | Empoisonnement d'un homme par son épouse le 14 janvier 1840 à Beyssac. | | CD    |
| 1840      | Gironde / Seine                                                                      | Affaire Pierre-Vincent Eliçabide        | Assassinat d'une mère et sa fille le 10 mai 1840 à Artigues (Gironde) ainsi que de son fils quelques jours auparavant dans le village de La Villette, près de Paris. | Pierre-Vincent Eliçabide, reconnu coupable d’un triple assassinat sur les personnes de Joseph Anizat (à Paris), de Marie Anizat et de Mathide Anizat (à Artigues), est guillotiné le 3 novembre 1840 dans la cour de la prison du Hâ, située à Bordeaux. | CD    |
| 1840      | Haute-Loire                                                                          | Affaire Besson (ou affaire de Chamblas) | Assassinat de Louis Vilhardin de Marcellange 34 ans le 1er septembre 1840 au Château de Chamblas à Saint-Étienne-Lardeyrol, abattu par Jacques Besson son ancien domestique,. | Il est condamné à mort à Lyon et guillotiné le 28 mars 1843 place du Martouret au Puy-en-Velay. | CD    |
| 1844      | Val-d'Oise                                                                           | Affaire Rousselet                       | Assassinat de André Donon-Cadot, banquier, le 15 janvier 1844 à Pontoise dans son bureau par Pierre Rousselet. | Il est condamné aux travaux forcés à perpétuité. |       |
| 1847      | Haute-Garonne                                                                        | Affaire Cécile Combettes                | Viol et meurtre d'une jeune fille de 15 ans | L'auteur présumé, un frère des écoles chrétiennes est condamné au bagne où il meurt trois ans après alors qu'il était probablement innocent. |       |
| 1847      | Gironde                                                                              | Affaire Lesnier                         | Mort suspecte de Claude Gay, un septuagénaire, en novembre 1847 à Le Fieu. L'instituteur Jean-François Lesnier est reconnu coupable du crime. | Lesnier échappe de peu à la peine de mort et est envoyé au bagne durant sept ans avant d'être rejugé et acquitté en 1855. |       |
| 1850      | Saône-et-Loire                                                                       | Affaire Montcharmont                    | Meurtre de deux personnes, dont un policier, à deux jours d'intervalle, par un braconnier de Saint-Prix. | | CC    |
| 1851      | Rhône                                                                                | Affaire Jobard                          | Joséphine-Anaïs Ricard est tuée à Lyon le 15 septembre 1851 lors d'une représentation au théâtre des Célestins d'un coup de couteau par Antoine Emmanuel Jobard. | Il est condamné au bagne en 1852. |       |
| 1855-1861 | Ain                                                                                  | Affaire Dumollard                       | Série de viols et d'assassinats de jeunes domestiques dans la Côtière de l'Ain. | | CC    |
| 1857      | Paris                                                                                | Affaire Verger                          | Assassinat de l'archevêque de Paris par un prêtre, le 3 janvier 1857. | | CD    |
| 1857      | Eure                                                                                 | Affaire Jeufosse                        | Homicide volontaire sur la personne d'Émile Guillot par un garde-chasse, le 12 juin 1857 à Saint-Aubin-sur-Gaillon. | | ID    |
| 1858      | Paris                                                                                | Attentat contre l’empereur Napoléon III | Felice Orsini et ses complices lancent des bombes pour tuer Napoléon III, empereur, ancien 1er président de la république. 12 personnes sont mortes et 156 sont blessées. | Seul Orsini est condamné à mort et guillotiné. | CC    |
| 1859      | Rhône                                                                                | Affaire des Assassins de Saint-Cyr      | Viol et triple meurtre sur les personnes des dames Gayet, dans la nuit du 14 au 15 octobre 1859 à Saint-Cyr-au-Mont-d'Or. | | CD    |
| 1867      | Seine-et-Marne                                                                       | Affaire Avinain                         | Assassinat d'Isidore Vincent et d'un dénommé Duguet. | L'affaire est restée célèbre pour la phrase « Messieurs, n'avouez jamais ! N'avouez jamais ! », prononcée par Avinain avant son exécution. | CD    |
| 1868      | Bouches-du-Rhône                                                                     | Affaire des empoisonneuses de Marseille | 3 femmes, Marie Autran, Joséphique Duguet et Roseline Salvago empoisonnent leurs maris respectifs aidé par une tireuse de cartes Fanny Lambert et un herboriste Jean-François Joye. | Condamnation aux travaux forcés pour Fanny Lambert, Jean-François Joye, Marie Autran et Joséphine Duguet, à 20 ans pour Roseline Salvago. |       |
| 1869      | Haut-Rhin                                                                            | Affaire Troppmann                       | « Massacre de Pantin » : meurtre de huit membres de la famille Kinck. | Le souvenir de l'affaire se conserve durant plusieurs décennies. Redureau, en 1913, étant par exemple baptisé, après ses crimes, le « Troppmann de quinze ans ». | CC    |
| 1870      | Paris                                                                                | Affaire Salmon                          | Yvan Salmon, journaliste est tué parce qu'il a traité les Bonaparte de bêtes féroces par Pierre-Napoléon Bonaparte, neveu de Napoléon Bonaparte le 10 janvier 1870. | |       |
| 1870      | Dordogne                                                                             | Affaire de Hautefaye                    | Torture et mise à mort par immolation d'Alain de Monéys, le 16 août 1870 à Hautefaye, par plusieurs villageois. | L'affaire se situe dans le contexte de la guerre franco-allemande et des passions exacerbées qu'elle a provoquées dans la population d'un petit village, à la suite d'un malentendu. | CD    |
| 1871      | Paris                                                                                | Affaire Bonjean                         | Exécution de Louis Bernard Bonjean, premier président de la chambre à la Cour de cassation le 24 mai 1871. | Avec lui périrent en même temps, l'archevêque de Paris Georges Darboy, l'abbé Deguerry, curé de la Madeleine, l'abbé Surat archidiacre de Notre-Dame et le journaliste Chaudey. |       |
| 1876-1879 | Paris                                                                                | Affaire Prévost                         | Assassinat de sa maîtresse Adèle Blondin le 27 février 1876 et d'Alexandre Lenoble, 38 ans, courtier en bijoux, en 1879 par Victor Prévost gardien de la paix. | Il est guillotiné le 19 janvier 1880. Il est soupçonné d'avoir commis 2 autres meurtres. Le fait qu'il ait dépecé les deux cadavres pour tenter de les faire disparaître avait frappé l'opinion publique. | CC    |
| 1877-1884 | Savoie, Paris, Seine-Saint-Denis                                                     | Affaire Pel                             | Série d'assassinats par empoisonnement. Albert Pel, reconnu coupable d'un seul meurtre, est soupçonné d'en avoir commis quatre autres. | | CD    |
| 1877-1901 | Vienne                                                                               | Affaire Monnier                         | La « séquestrée de Poitiers » : séquestration par sa mère durant vingt-quatre ans, dans des conditions épouvantables, de Blanche Monnier. L'affaire n'est découverte que le 23 mai 1901. | La chronique de l'affaire est relatée par André Gide en 1930. |       |
| 1880      | Paris                                                                                | Affaire Menesclou                       | Viol et meurtre d'une fillette de quatre ans, dont le corps est ensuite dépecé et en partie brûlé, par un jeune homme d'une vingtaine d'années, Louis Menesclou, le 15 avril 1880 rue de Grenelle. | |       |
| 1882      | Yvelines                                                                             | Affaire Fenayrou                        | Assassinat de Louis Aubert par les Fenayrou. | « Le crime du Pecq » | CD    |
| 1882-1884 | Saône-et-Loire                                                                       |                                         | Série d'attentats anarchistes de la Bande noire. | |       |
| 1884      | Bouches-du-Rhône                                                                     | Affaire Deluil-Martiny                  | Assassinat de Marie Deluil-Martiny par un anarchiste le 27 février 1884 près de Marseille. | |       |
| 1886      | Sologne                                                                              | Affaire Thomas                          | Matricide commis par Georgette Thomas avec l'aide de ses deux frères et son époux. | Les frères Thomas seront condamnée à perpétuité tandis que Georgette Thomas et son époux se feront exécuter le 27 janvier 1887. | CC    |
| 1887      | Paris                                                                                | Affaire Pranzini                        | « Triple assassinat de la rue Montaigne » : meurtres crapuleux de deux femmes et une fillette le 18 mars 1887. | L'affaire reste associée à Thérèse Martin, future sainte Thérèse de Lisieux et future docteur de l'Église, qui pria, avant son entrée au carmel, dans l'espoir de la conversion de Pranzini avant son exécution, et pour laquelle cette expérience sera déterminante. | CD    |
| 1889      | Paris                                                                                | Affaire Gouffé                          | « Malle sanglante de Millery » : assassinat crapuleux, le 26 juillet 1889, de Toussaint-Augustin Gouffé, huissier, par le couple Michel Eyraud et Gabrielle Bompard. | L'affaire figure, avec ses rebondissements donnant lieu à des « scoops » avant la lettre du Petit Parisien, parmi les plus médiatisées de la seconde moitié du XIXe siècle en France. | CC    |
| 1891      | Courbevoie                                                                           | Crime de Courbevoie                     | Assassinat d'une femme âgée pour lui dérober son argent. | Meurtre violent sanctionné par trois condamnations à mort. |       |
| 1891-1892 | Paris                                                                                | Affaire Ravachol                        | Série d'attentats anarchistes. | | CC    |
| 1892-1894 | Paris                                                                                | Affaire Henry                           | Attentats anarchistes, le 8 novembre 1892 rue des Bons-Enfants et, le 12 février 1894, au café Terminus, gare Saint-Lazare. | |       |
| 1894-1898 | Ain, Allier, Ardèche, Côte-d'Or, Drôme, Haute-Loire, Isère, Rhône, Savoie, Tarn, Var | Affaire Vacher                          | Série de meurtres commis dans le sud-est de la France entre mai 1894 et juin 1897. Condamné en 1898 pour un seul meurtre – celui du jeune Victor Portalier, le 31 août 1895, à Bénonces dans l'Ain –, Vacher, surnommé le « Tueur de bergers », avouera en tout onze meurtres, et il sera soupçonné d'en avoir commis une trentaine, voire plus.                  | L'affaire donne l'occasion d'effectuer l'un des premiers exemples de profilage criminel. Pendant le déroulement de l'affaire, une loi est votée, obligeant d'avertir le suspect de son droit à requérir les services d'un avocat durant la procédure. L'affaire a donné lieu à des débats sur le thème « santé mentale et criminalité » et interroge sur la problématique du vagabondage à la fin du XIXe siècle. L'affaire a notamment inspiré, en 1976, le film Le Juge et l'Assassin.                                                                                               | CC    |
| 1894      | Rhône                                                                                | Affaire Caserio                         | Assassinat du président Sadi Carnot le 24 juin 1894 à Lyon par l'anarchiste italien Sante Geronimo Caserio. | | CC    |
| 1898      | Gard                                                                                 | Affaire Gayte                           | Mme Demarès de Vaucrose, veuve de 68 ans, est étranglée dans son lit à Saint-Pons-la-Calm dans la nuit du 23 au 24 août 1898 par Barthélémy-Auguste Gayte. | Il est condamné le 5 mars 1901 à vingt ans de travaux forcés. |       |
| 1898-1906 | Pas-de-Calais                                                                        | La bande Pollet                         | Meurtres, vols, rackets, torture et autres méfaits dans le nord de la France et en Belgique. | | CD    |